# Jean de Lattre de Tassigny
Jean Joseph Marie Gabriel de Lattre de Tassigny (2 de febrer de 1889 - 11 de gener de 1952) va ser un general d'armée francès i mariscal de França durant la Segona Guerra Mundial i la Primera Guerra d'Indoxina.
Tassigny va néixer a la comunitat Francesa de Mouirellon en Pareds, va concloure els seus estudis el 1911 i va combatre a la Primera Guerra Mundial. Quan Alemanya va declarar la guerra a França en el 1939 va ser comandant de la 14a Divisió d'Infanteria de l'exèrcit gal fins que es va signar Conferència de Potsdam amb les Potències de l'Eix.
Despres de la Segona guerra mundial va ser comandant de les forces franceses a la guerra d'Indoxina.

## Primera guerra mundial
De Lattre va servir al 12è Regiment de Dragons a prop de la frontera alemanya, amb pantalons vermells tradicionals i un casc amb plomes. Va ser ascendit a tinent el 1912 i va ser ferit dues vegades durant la Primera Guerra Mundial. Després de respondre a una crida d'oficials de cavalleria per incorporar-se a la infanteria, va esdevenir capità del 93è Regiment d'Infanteria i va lluitar en la batalla de Verdun, on va ser gasejat. Malgrat les seves ferides, va continuar exercint diversos papers, inclòs com a oficial d'intel·ligència i enllaç amb l'exèrcit nord-americà durant l'ofensiva Meuse-Argonne. De Lattre va rebre múltiples mencions en els despatxos pel seu lideratge i valentia. Les seves experiències a la guerra van donar forma a la seva futura carrera militar, la qual cosa va portar al seu eventual ascens per convertir-se en un destacat general francès.

## Segona guerra mundial
De Lattre es va fer famós pel seu paper en la Segona Guerra Mundial. Quan va començar la guerra De Lattre estava comandant una divisió, la 14ª divisió d'infanteria. Malauradament, França va capitular a Alemanya el 25 de juny de 1940. Després de la derrota de França, Tassigny no es va rendir i va continuar lluitant a la resistència Francesa primer amb una divisió i després amb un exèrcit enter (L'exèrcit francès B).
El 25 de setembre de 1944 va ser l'encarregat d'alliberar França del sud en diverses campanyes amb el seu exèrcit. Quan va entrar a França el seu exèrcit disponia d'uns 280.000 homes, però en el pas del temps va arribar a superar els 340.000. De Lattre va representar oficialment al seu país en la capitulació d'Alemanya del 8 de maig.

## Mort
L'any 1951 Tassigny va començar a trobar-se en pitjor estat, això va fer que Hagués de tornar a França desde Indoxina. Tassigny va ser transportat a la Clínica Maillot a Neuilly-sur-Seine on li van detectar Càncer. Més tard, a principis de 1952, va morir.

## Premis
- Gran Creu de la Legió d'Honor
- Company de l'Alliberament - decret de 20 de novembre de 1944
- Medalla Militar
- Croix de Guerre 14/18 (8 citacions)
- Croix de Guerre 39/45
- Creu de Guerra del T.O.E. (3 cites)
- Medalla d'Escapades
- Medalla d'Or d'Educació Física
- Medalla d'Or de la Salut Pública
- Creu militar (GB)
- King Cross of the Bath (GB)
- Medalla al servei distingit (EUA)
- Legió del Mèrit (EUA)
- Orde de Suvarov (URSS)
- Gran Creu de l'Orde de Leopold (Bèlgica)
- Creu de guerra belga
- Gran Creu del Lleó Blanc (Txecoslovàquia)
- Creu de Guerra (Txecoslovàquia)
- Gran Creu de l'Ordre de Sant Olaf (Noruega)
- Gran Creu de l'Orde d'Orange Nassau (Holanda)
- Virtuti Militari (Polònia)
- Gran Creu de la Reial Orde de Dannebrog (Dinamarca)
- Comandant de l'Ordre del Mèrit del Brasil
- Gran Creu Libertador San Martín (Argentina)
- Mèrit Militar amb fermall blanc (Cuba)
- Mèrit militar (Mèxic)
- Gran Creu del Mèrit Militar (Xile)
- Gran Creu de la Reial Orde de Cambodja
- Gran Creu de l'Ordre Nacional de Vietnam
- Gran Creu de l'Ordre del Milió d'Elefants (Laos)Tassigny posant per a una fotografia el 3 d'octubre de 1946, a París, amb el príncep consort dels Països Baixos.

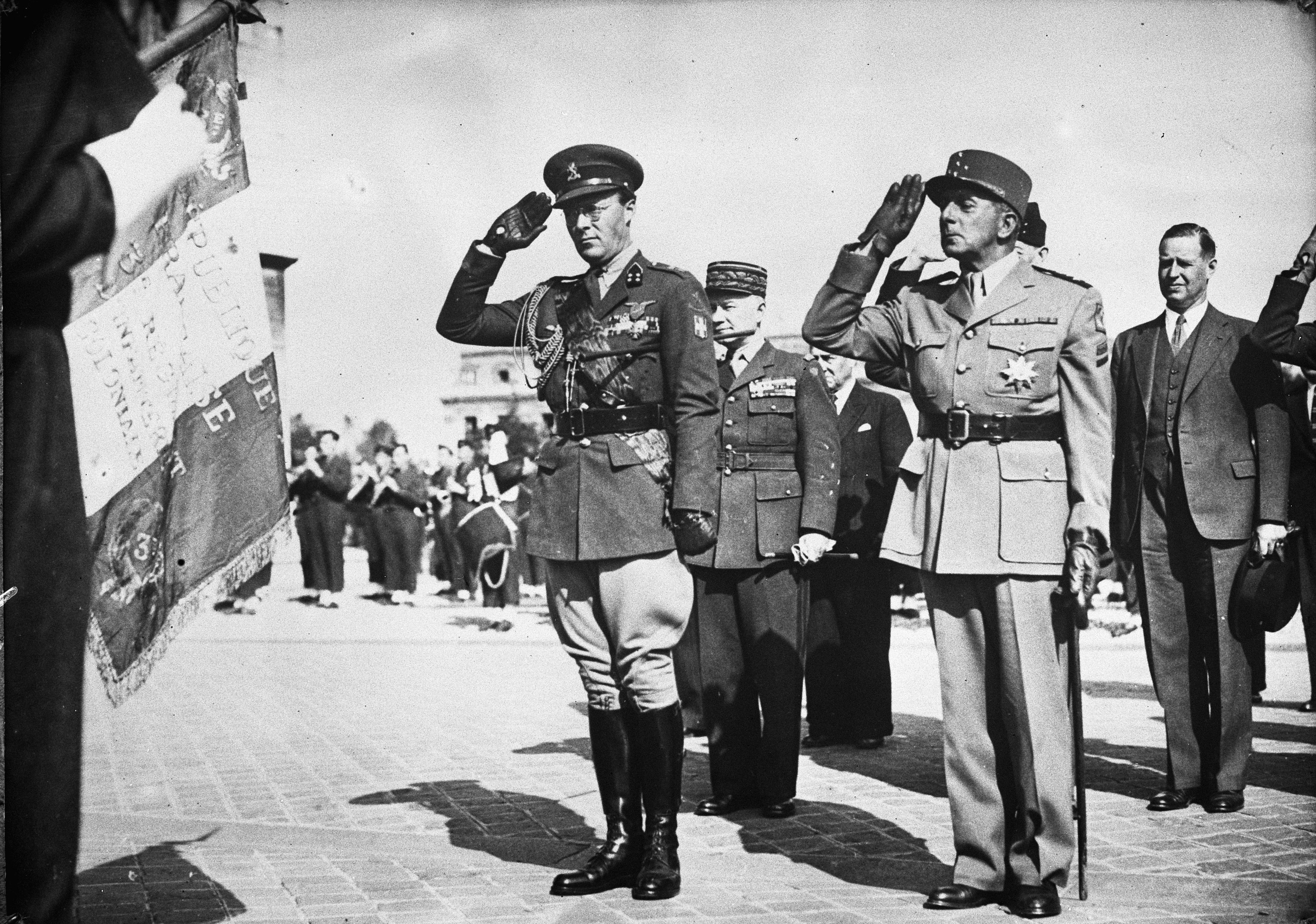
Tassigny posant per a una fotografia el 3 d'octubre de 1946, a París, amb el príncep consort dels Països Baixos.

- Gran Creu del Parasol Blanc (Laos)
- Merit Cherifien (Marroc)
- Gran Creu d'Ouissam Alaouite (Marroc)
- Gran Creu de l'Orde de la Sang (Tunísia)
- Gran Creu de l'Estrella Negra (Benín)